# Austria ai V Giochi olimpici invernali
L'Austria partecipò ai V Giochi olimpici invernali, svoltisi a Sankt Moritz, Svizzera, dal 30 gennaio all'8 febbraio 1948, con una delegazione di 54 atleti impegnati in otto discipline.

## Medagliere

### Per discipline
| Sport                 | Oro | Argento | Bronzo | Totale |
| --------------------- | --- | ------- | ------ | ------ |
| Sci alpino            | 1   | 2       | 3      | 6      |
| Pattinaggio di figura | 0   | 1       | 1      | 2      |
| Totale                | 1   | 3       | 4      | 8      |

### Medaglie
| Medaglia | Atleta          | Sport                 | Evento                          |
| -------- | --------------- | --------------------- | ------------------------------- |
| Oro      | Trude Beiser    | Sci alpino            | Combinata femminile             |
| Argento  | Eva Pawlik      | Pattinaggio di figura | Pattinaggio di figura femminile |
| Argento  | Franz Gabl      | Sci alpino            | Discesa libera maschile         |
| Argento  | Trude Beiser    | Sci alpino            | Discesa libera femminile        |
| Bronzo   | Edi Rada        | Pattinaggio di figura | Pattinaggio di figura maschile  |
| Bronzo   | Resi Hammerer   | Sci alpino            | Discesa libera femminile        |
| Bronzo   | Erika Mahringer | Sci alpino            | Slalom speciale femminile       |
| Bronzo   | Erika Mahringer | Sci alpino            | Combinata femminile             |